# Franciszek Szczyrbak
Franciszek Szczyrbak (ur. 6 listopada 1946 w Sąpolnie) – polski narciarz i biathlonista, następnie trener biathlonu.

## Życiorys
Od 1950 mieszkał w Szklarskiej Porebie. W latach 60. zaczął trenować strzelectwo, następnie także narciarstwo i biathlon, początkowo w klubach Julia i Szrenica ze Szklarskiej Poręby. W 1965 zdobył brązowy medal mistrzostw Polski juniorów CRZZ w kombinacji norweskiej, w 1967 brązowy medal w sztafecie biathlonowej podczas Ogólnopolskiej Spartakiady Zimowej w barwach reprezentacji Dolnego Śląska.
Od 1968 pracował jako trener i tzw. gospodarz klubu w nowo powstałym Wojskowym Klubie Sportowym (od 1975 Gwardii) w Szklarskiej Porębie, w dalszym ciągu kontynuował czynne uprawianie sportu. W 1970 zdobył ze swoim klubem jako zawodnik brązowy medal mistrzostw Polski w sztafecie 4 × 7,5 kilometra. Jego zawodnikami byli reprezentanci Polski na mistrzostwach świata juniorów Marek Adamczak i Henryk Przybyszewski oraz skoczek narciarski Mirosław Graf.
Od 1980 pracował jako trener biathlonu w klubie Karkonosze Jelenia Góra, trenował m.in. Joannę Chwal, swojego syna Artura Szczyrbaka, Sylwię Szelest. W 1995 przeszedł na emeryturę. W kolejnych latach współpracował z Polskim Związkiem Biathlonu, prowadził m.in. kadrę w biathlonie letnim, a od 2003 uczestniczył w przygotowaniach do zimowych igrzysk Olimpijskich w Turynie (2006) jako trener kadry C i asystent trenera reprezentacji męskiej Romana Bondaruka
Od 1997 działał w stowarzyszeniu „Biathlon Karkonoski”.
W 1999 został odznaczony Srebrnym Medalem za Zasługi dla Polskiego Ruchu Olimpijskiego, w 2005 Złotym Krzyżem Zasługi.